# Zlonice
Zlonice (Duits: Slonitz) is een Tsjechische gemeente en marktstad in de regio Midden-Bohemen en maakt deel uit van het district Kladno. De plaats ligt op 7 km afstand van Slaný.
Zlonice telt 2285 inwoners (2023).

## Geografie
De gemeente Zlonice bestaat uit de volgende plaatsen:
- Zlonice;
- Břešťany;
- Lisovice;
- Tmáň;
- Vyšínek.

Van 1 januari 1980 tot 31 december 1991 hoorde ook Stradonice bij de gemeente.

## Geschiedenis

### Prehistorie en eigenaars
Uit prehistorische vondsten aan het einde van de 19e eeuw is gebleken dat Zlonice toen al werd bewoond. De eerste schriftelijke vermelding dateert echter uit 1318, toen Čáslav van Zlonice werd genoemd. De marktstad – toen nog een dorp – lag in die tijd langs een handelsroute. In 1576 werd melding gemaakt van een vesting.
Rond 1564 trouwde Anna van Kuří met Václav Valkoun van Adlar, die zo Zlonice als bruidsschat verwierf. Haar familie bezat Zlonice tot 1708. Tijdens hun bewind werd er een kasteel in renaissancestijl gebouwd, dat nog steeds in het centrum van het dorp staat, hetzij met 19e-eeuwse kenmerken (na een renovatie en verbouwing toentertijd). Een van de portalen van het kasteel draagt het wapen van de familie, Páni z Adlaru, met het jaartal 1602. Ook is een reeks portretten van verschillende leden van de familie uit de 17e eeuw bewaard gebleven. Rond het einde van het eigendom van de familie Adlar, in 1705, kreeg Zlonice marktstadsrechten van keizer Jozef I. In 1707 werd het stadhuis gebouwd. Daarna was Zlonice enige tijd in bezit van de familie Libštejnský z Kolovrat. Na hen verwierf de familie Kinský Zlonice voor een lange periode. Zij zou de sociale en economische ontwikkeling van de plaats en omliggende regio uiteindelijk tot in de 20e eeuw aanzienlijk beïnvloeden.

### Barokperiode

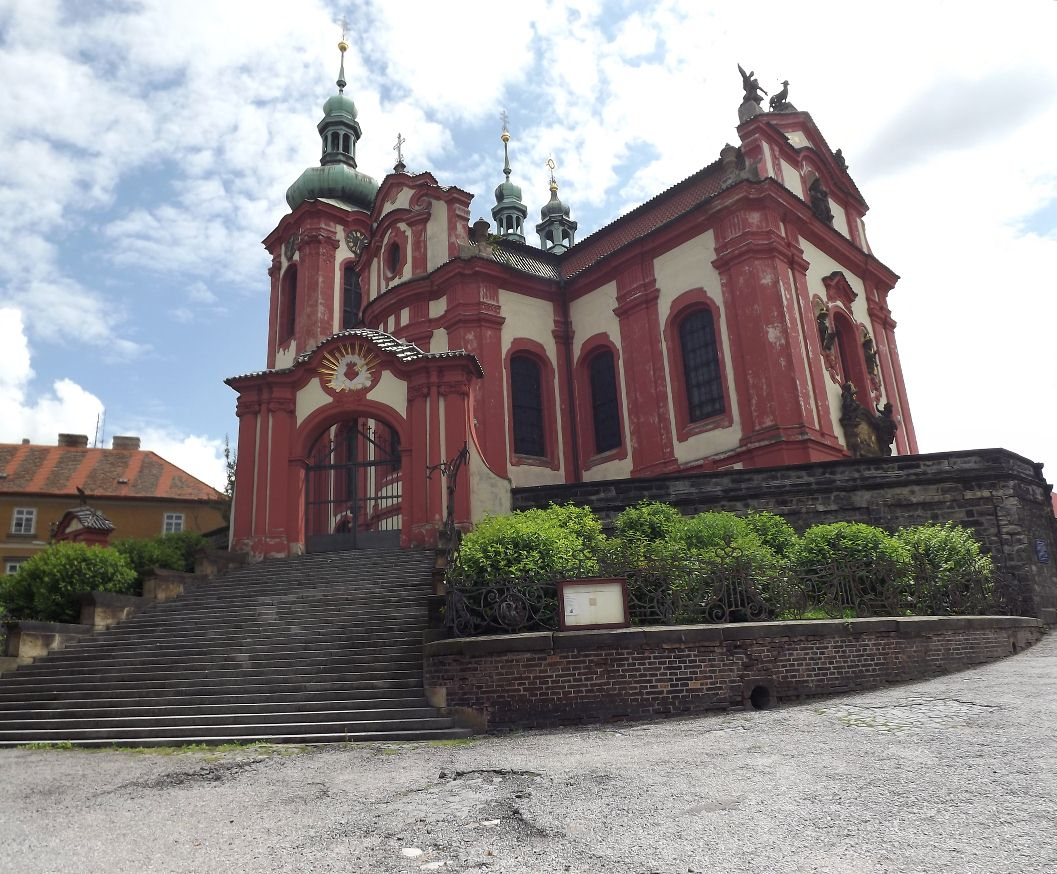
Maria-Hemelvaartkerk

Een van de belangrijkste gebouwen uit de barok-stijlperiode, die de vormgeving van Zlonice en omgeving aanzienlijk heeft beïnvloed, is de hoogbarokke nieuwbouw Maria-Hemelvaartkerk, die een oudere middeleeuwse kerk verving. In 1723 kwam architect František Maxmilián Kaňka op bezoek, die de plannen voor het nieuwe gebouw opstelde. De bouw begon in 1727 onder leiding van de bouwer Ferdinand Hübner en duurde tot 1744, toen de torens als laatste voltooid waren. De kerk heeft een eenbeukig schip met kruisvormige plattegrond en twee torens aan de zijkanten van het koor. Deken Jan Adam Svoboda nam ook het initiatief voor de nieuwbouw van de pastorie, een ander gebouw in Zlonice dat tot de belangrijkste van de barok-stijlperiode van de plaats gerekend wordt. Ontwerper daarvan was vooraanstaand architect Kilian Ignaz Dientzenhofer, die de plannen waarschijnlijk in 1747 maakte. De bouw vond pas plaats tussen 1750 en 1753. Er zijn ook andere barokke gebouwen in Zlonice te vinden, zoals het voormalige ziekenhuis, dat sinds 1954 het Antonín Dvořák Museum huisvest. Het gebouw werd in 1745 gebouwd, wat te herleiden is uit de datum boven het ingangsportaal. Ook het Tuinmanshuis naast het voormalige kasteelpark behoort tot een belangrijk voorbeeld uit de barok-stijlperiode. Verder is er een barokke stenen brug met standbeeld van Jan van Nepomuk.
De familie Kinský, eigenaar van Zlonice, was tevens bevriend met de eigenaren van het nabijgelegen kasteel van Budenice, de zetel van de adel. In samenwerking met hen werd in de 18e eeuw een laan met kastanjebomen aangelegd. Langs deze laan staat ook een vroegbarokke bedevaartskerk, de kerk van Sint-Isidorus, uit 1680-1682, en een zuil met oorspronkelijk een standbeeld van deze heilige uit 1673. In 1837-1840 bouwde de familie Kinský een neoklassieke graftombe op het kerkterrein, ontworpen door de Weense architect Heinrick Koch. 

### Rampen
Zlonice bleef niet gespaard van rampen: op 13 september 1758 werd Zlonice verwoest door een brand en in 1866 werd de gehele regio geteisterd door een cholerauitbraak, meegebracht door soldaten van het Pruisische leger.

### 1850-heden
In 1853 kwam de jonge Antonín Dvořák, afkomstig uit het nabijgelegen Nelahozeves, samen met zijn ouders naar Zlonice. Vanaf 1855 runde zijn vader František het zogenaamde Grote café op nr. 69. Dvořák verhuisde in 1856 alweer met zijn ouders, ditmaal naar Česká Kamenice, maar bleef zich zijn korte verblijf in Zlonice herinneren. Ook Česká Kamenice was in handen van de familie Kinský. Tijdens zijn studie in Praag kwam Dvořák terug naar Zlonice en hij droeg zijn eerste symfonie, voltooid op 24 maart 1865, op aan de Zlonice.
In 1872 werd de spoorlijn Praag - Duchcovská in gebruik genomen, waarover bruinkool uit de mijnen in de buurt van Most werd vervoerd. Een van de eigenaren van het bouwbedrijf dat de spoorlijn aanlegde was Ferdinand Kinský, op dat moment eigenaar van Zlonice. In 1895-1899 werd de Maria-Hemelvaartkerk herbouwd naar een ontwerp van Friedrich Ohmann. De aanpassingen werden uitgevoerd in jugendstilstijl onder leiding van Josef Fanta, aangevuld met een fresco interieur naar ontwerp van Adolf Liebscher tussen 1909 en 1911. In 1922-1923 werd Zlonice aangesloten op het elektriciteitsnet.
Op 12 april 2007 werd de gemeentestatus opnieuw toegekend aan Zlonice.

## Demografie
| 1869 | 1880 | 1890 | 1900 | 1910 | 1921 | 1930 | 1950 | 1961 | 1970 | 1991 | 2011 | 2023 | 2024 |
| ---- | ---- | ---- | ---- | ---- | ---- | ---- | ---- | ---- | ---- | ---- | ---- | ---- | ---- |
| 1512 | 1878 | 2038 | 2434 | 2590 | 2684 | 2673 | 2072 | 2138 | 1976 | 1561 | 1299 | 2311 | 2285 |

## Voorzieningen
Er is een sportvereniging in Zlonice. Verder is er een brandweerkazerne en stadscafé.

## Culturele instellingen

### Openbare bibliotheek
Op 29 oktober 1848 werd in Zlonice een openbare bibliotheek en leeszaal geopend door de Praagse vereniging Slovanská lípa. In 1849 werd de vereniging opgeheven, maar de bibliotheek bleef geopend. In 1870 werd in de bibliotheek een lees- en toneelclub van de vereniging Horoslav opgericht. De collectie bevatte toen ongeveer 160 boeken. In 1905 besloot de gemeenteraad, op verzoek van de onderwijsraad van Zlonice, om twee kamers op de begane grond van het gemeentehuis uit te lenen voor de Palackýbibliotheek, die werd ondersteund door plaatselijke verenigingen en bedrijven. De boekencollectie werd uitgeleend door leraren van de plaatselijke school. Na de Eerste Wereldoorlog werd een bibliotheekbestuur gekozen, een vereiste van de bibliotheekwet die in 1919 werd aangenomen.
Geleidelijk aan bezochten steeds meer lezers de bibliotheek, met een aanzienlijke toename van het aantal lezers en uitleningen tijdens de Tweede Wereldoorlog. Het 110-jarig jubileum van de bibliotheek werd gevierd met een tentoonstelling; het 130e met een lezing van schrijver František Nepil. In 1992 verhuisde de bibliotheek naar het voormalige kleuterschoolpaviljoen in de Pippichovastraat, waar ze anno 2024 nog steeds gehuisvest is. Sinds 1999 beschikt de bibliotheek over internetcomputers en sinds 2003 een geautomatiseerd uitleensysteem.

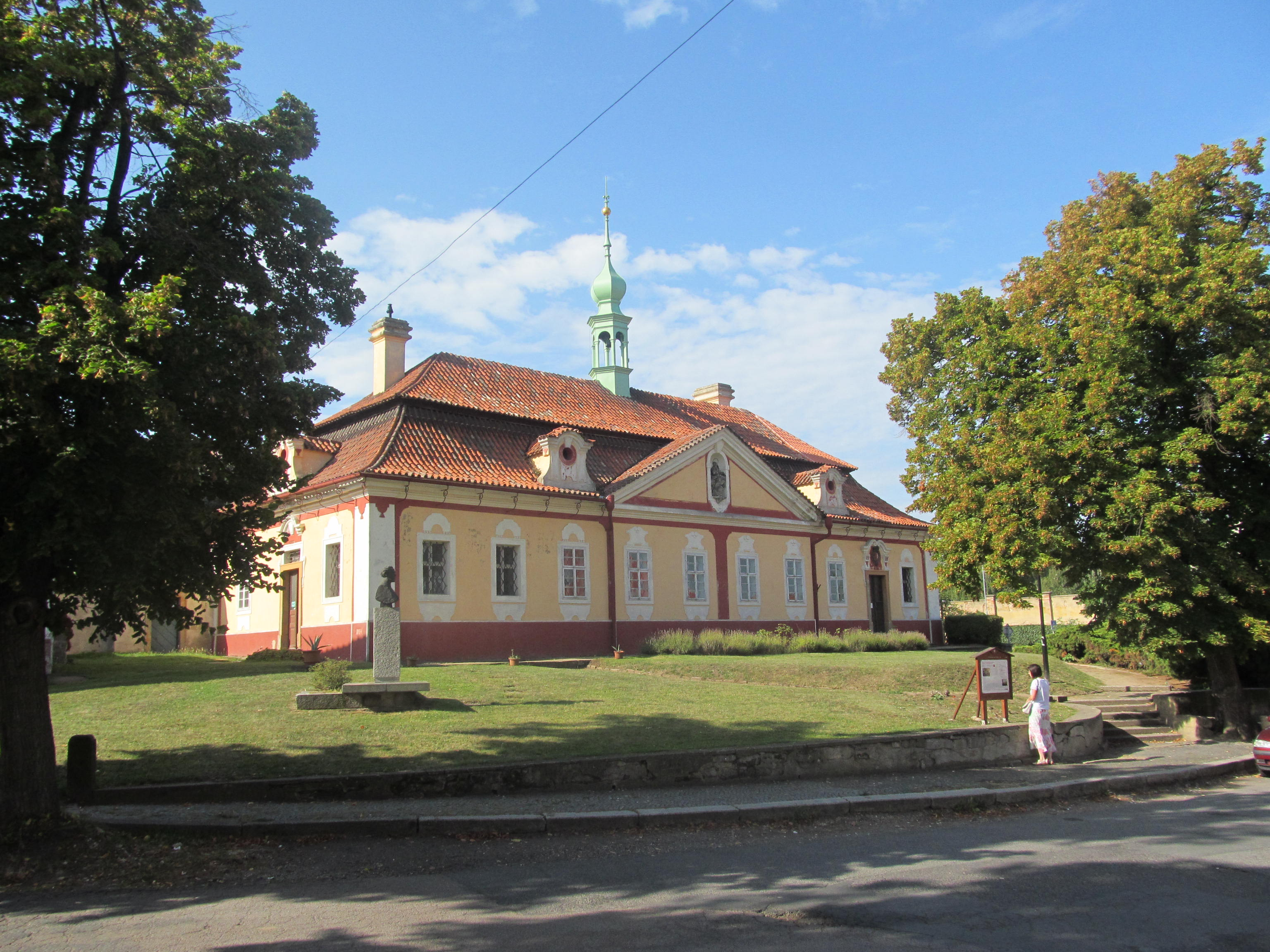
Antonín Dvořák Museum

### Antonín Dvořák Museum
In 1954 werd het Antonín Dvořák Museum opgericht in het voormalige ziekenhuisgebouw. Het museum heeft een uitgebreide collectie van relikwieën van Antonín Dvořák, waarvan een deel geschonken is door zijn nageslacht. Ook in de collectie opgenomen zijn artefacten uit de geschiedenis van het dorp en zijn omgeving, waaronder de oudste barokke veduta van Zlonice.

### Spoorwegmuseum
Het Spoorwegmuseum Zlonice is gevestigd in Lisovice, een deelgemeente van Zlonice. Het spoorwegmuseum richt zich voornamelijk op vooroorlogse industriële locomotieven, goederenwagons en seinapparatuur, met name voor suikertransport. Tussen 2007 en 2012 verhuisde het museum geleidelijk van Zlonice naar Lisovice.

## Bezienswaardigheden

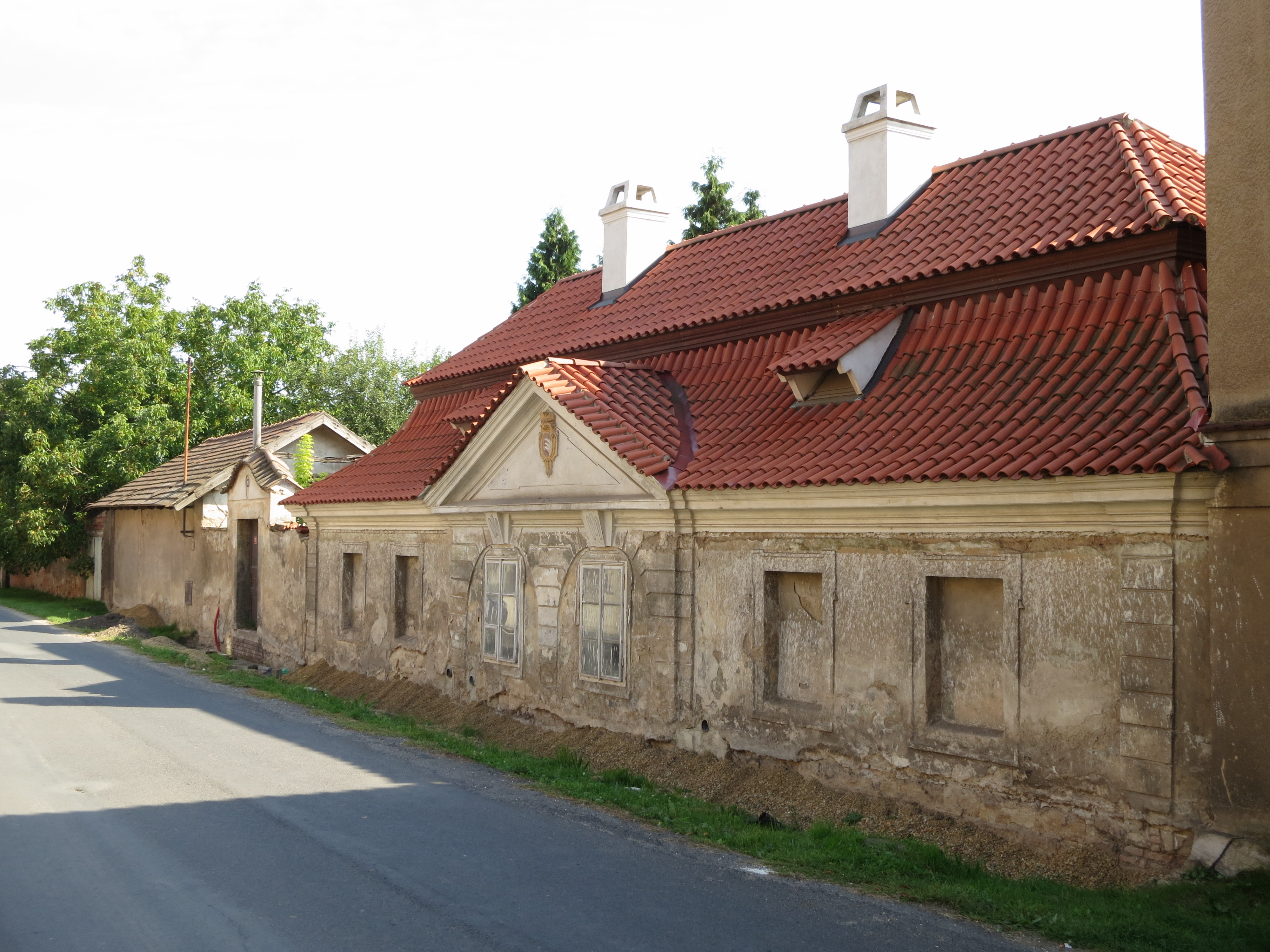
Barok tuinmanshuis

- Kasteel van Zlonice uit de 16e eeuw;
- Maria-Hemelvaartkerk, een belangrijk oriëntatiepunt van het dorp en de regio, ontworpen door architect František Maxmilián Kaňka en gebouwd tussen 1727 en 1744;
- Barokke pastorie, ontworpen door architect Kilian Ignaz Dientzenhofer en gebouwd tussen 1750 en 1753;
- Barok tuinmanshuis op nr. 91;
- Monumentale kroeg op nr. 69, enige tijd uitgebaat door Antonín Dvořáks vader;
- Huis nr. 19 in de Liehmanovastraat, oorspronkelijk een barokke kerkgebouw, later het huis van de muziekleraar van Antonín Dvořák;
- Joodse begraafplaats.

## Verkeer en vervoer

### Autowegen
Weg II/118 loopt door de gemeente en verbindt Zlonice met Kladno, Slaný, Mšené-Lázně en Budyně nad Ohří.

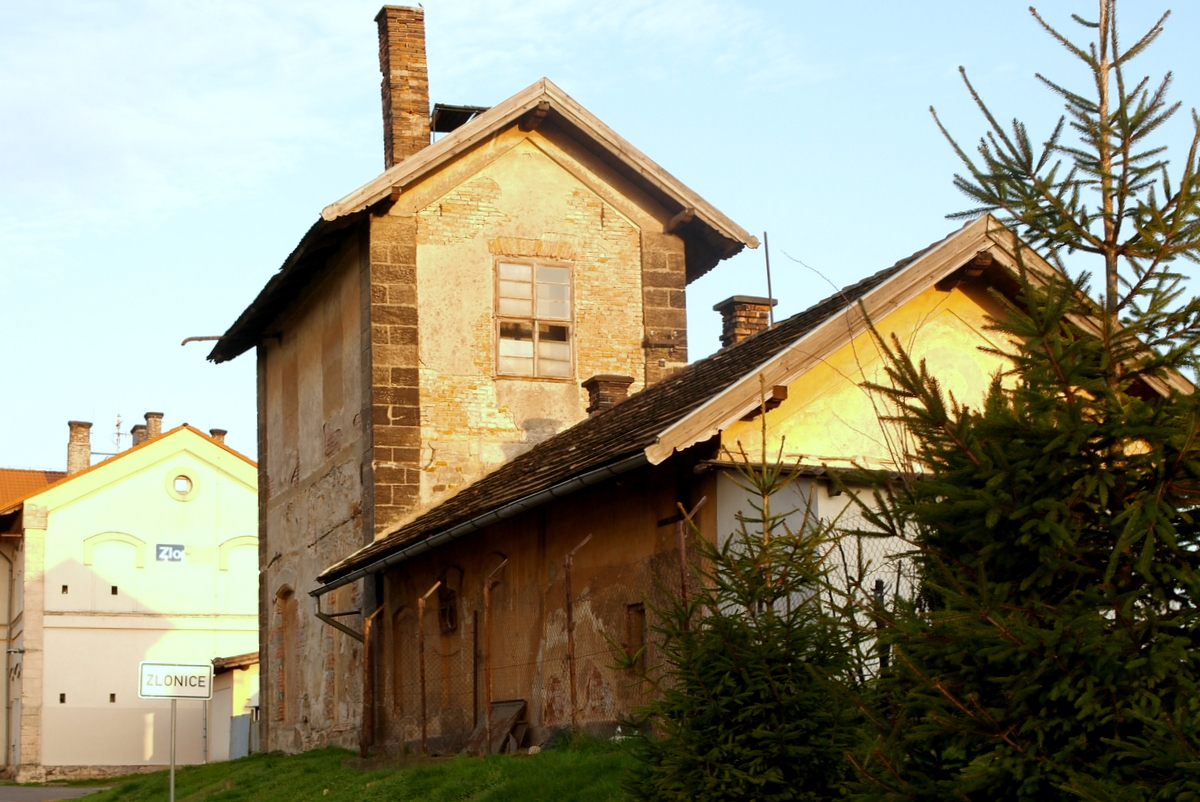
Station Zlonice (2016)

### Spoorlijnen
Station Zlonice ligt op het kruispunt van de spoorlijnen 110 Kralupy nad Vltavou - Louny en 095 Zlonice - Vraňany. Net buiten het station vertakken de twee lijnen. Naast station Zlonice zijn er ook nog de spoorweghaltes Zlonice en Tmáň. Ook spoorlijn 096 Roudnice nad Labem - Zlonice doet het dorp aan.

### Buslijnen
Zlonice wordt bediend door enkele buslijnen van ČSAD Slaný.

## Galerĳ

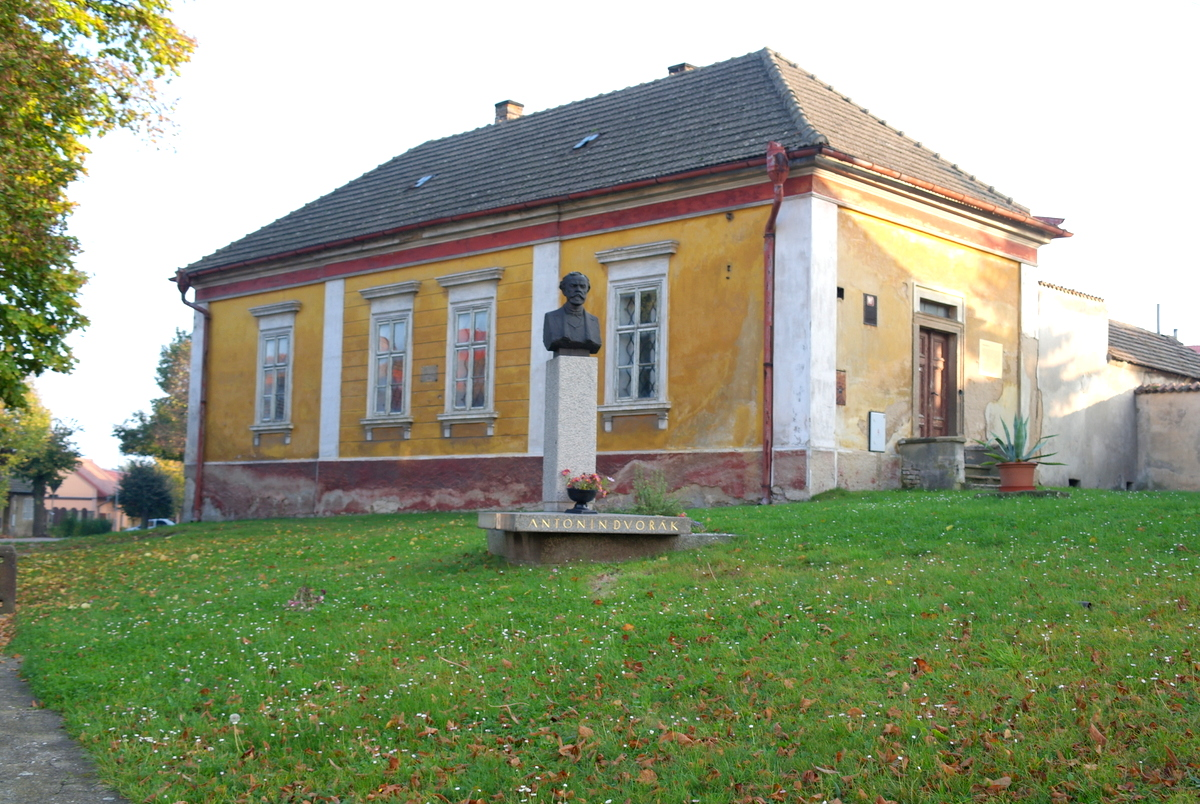
Huis van muziekleraar van Antonín Dvořák met borstbeeld van Dvořák
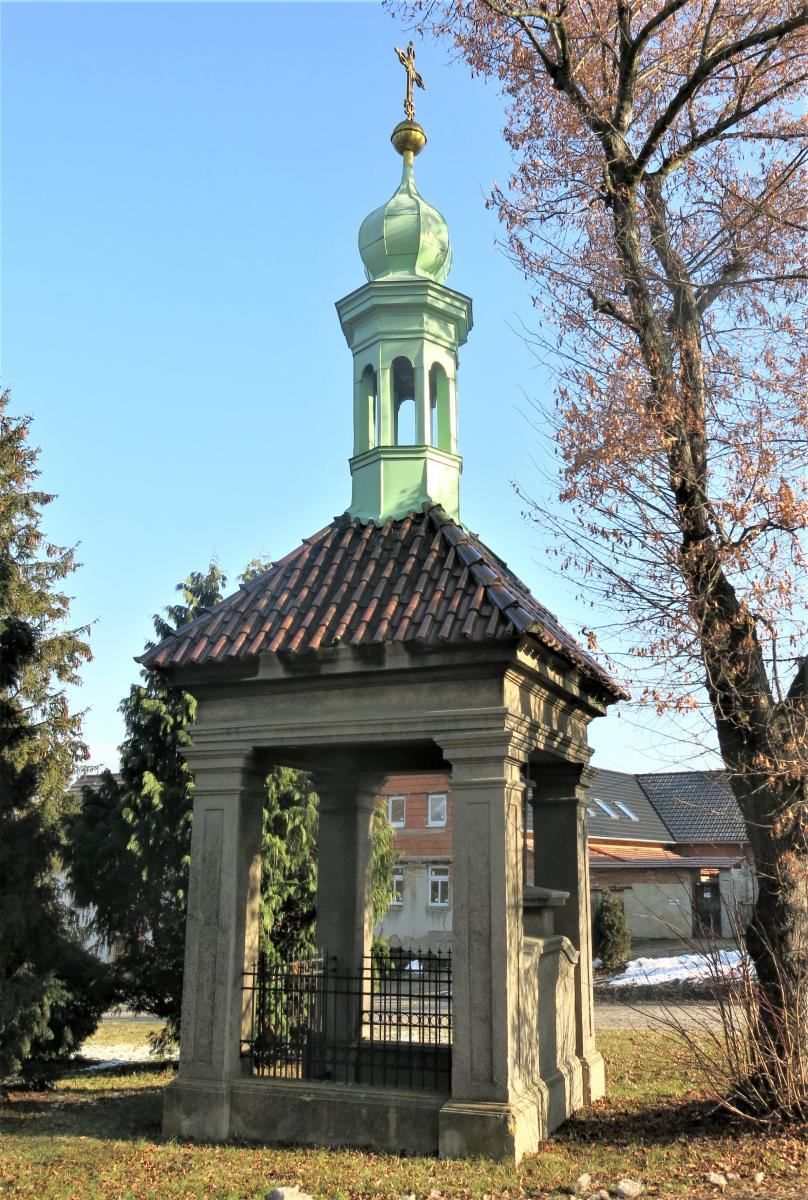
Een van de kapellen in Zlonice
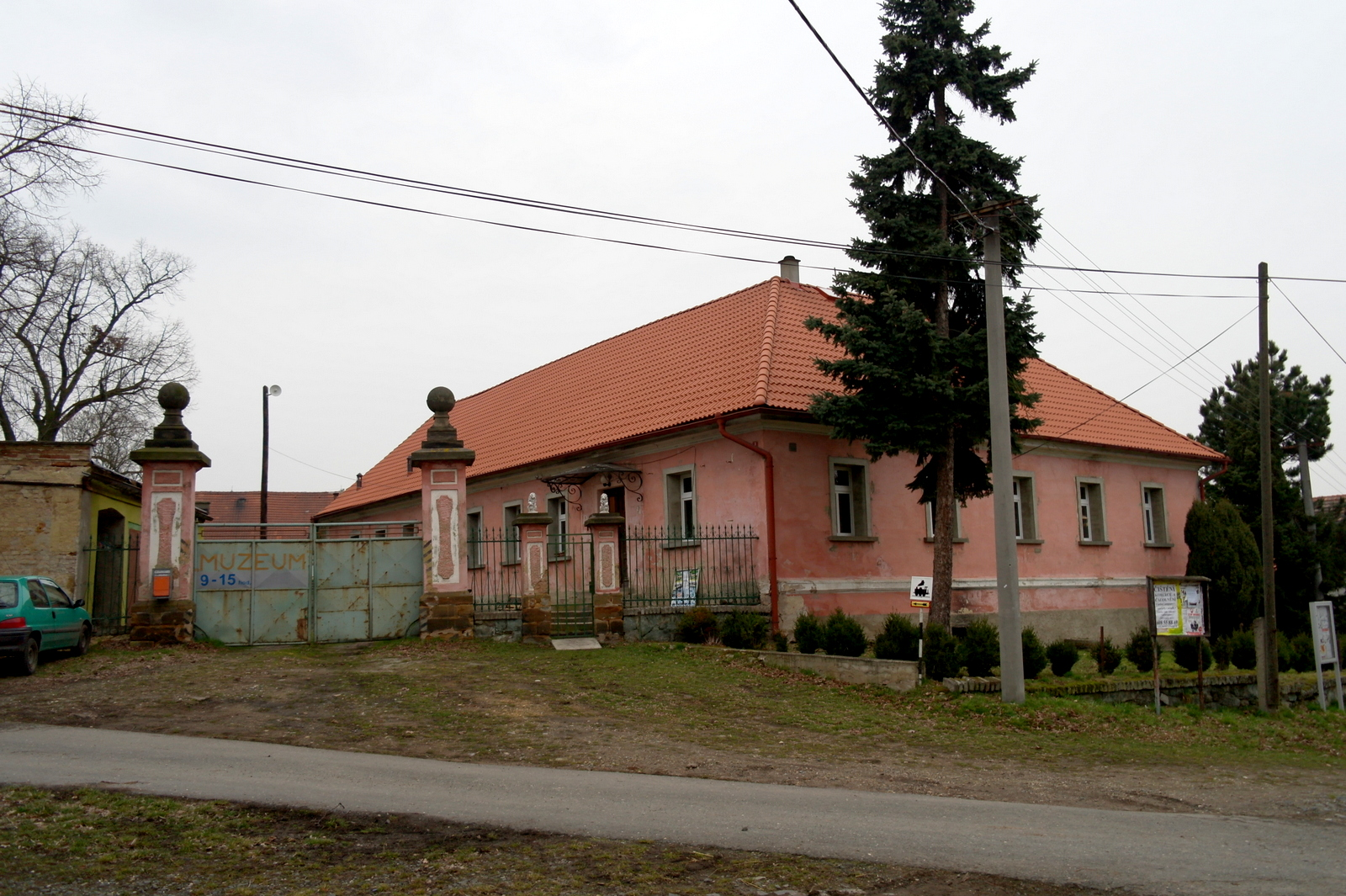
Gebouw van het spoorwegmuseum
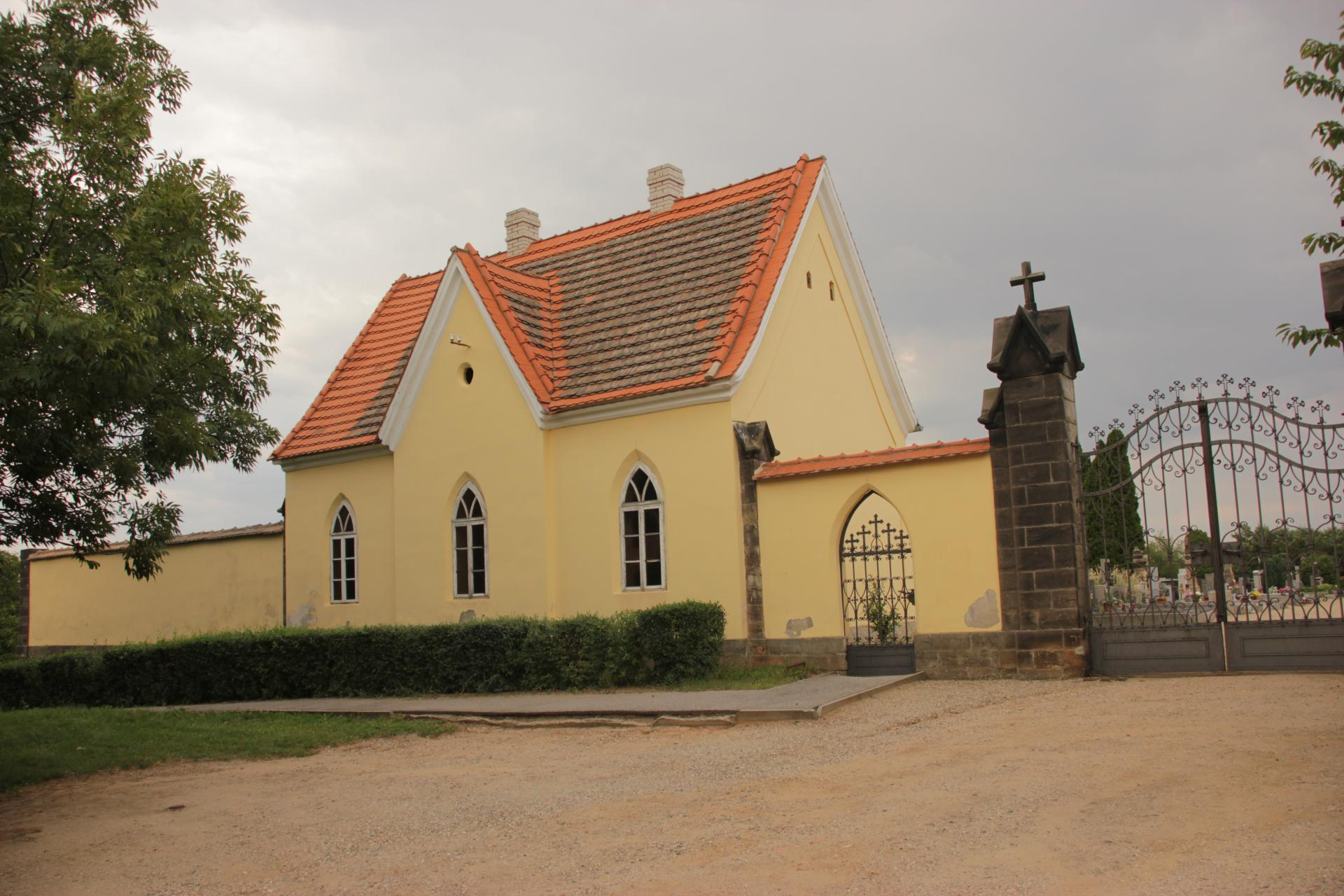
Gebouw bij de joodse begraafplaats
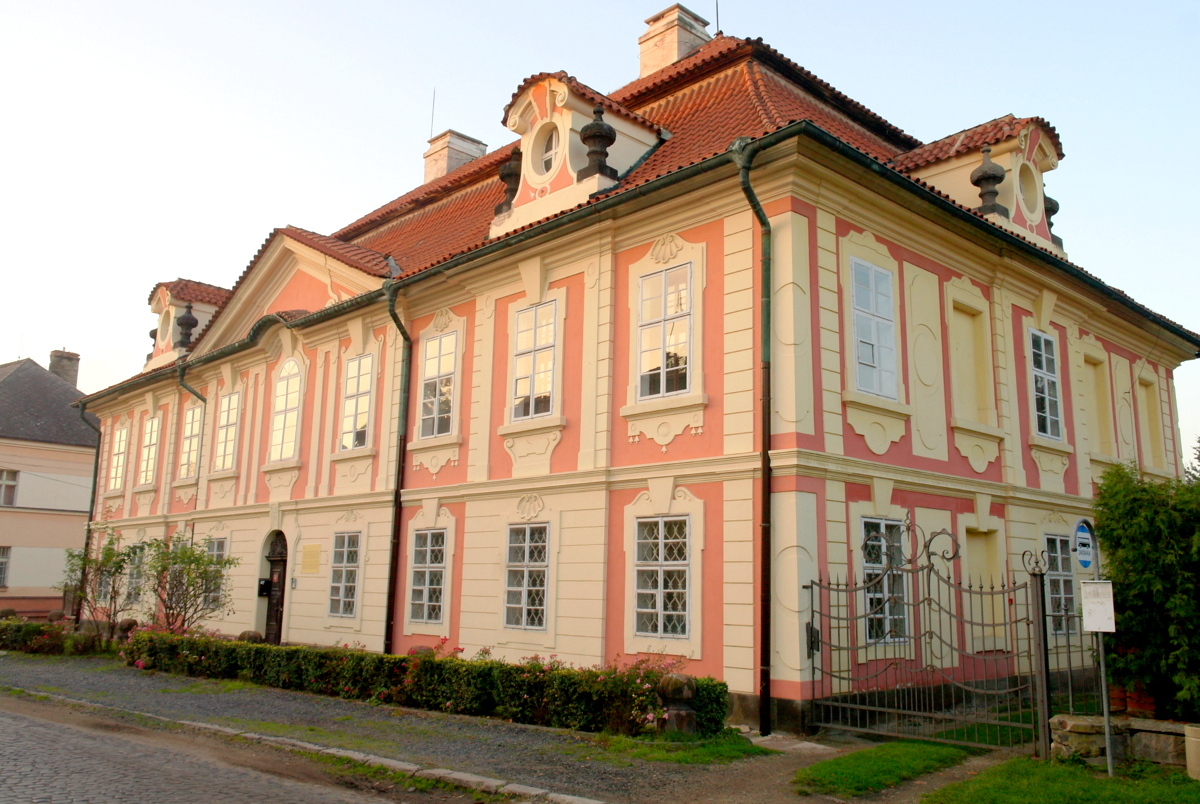
Pastorie
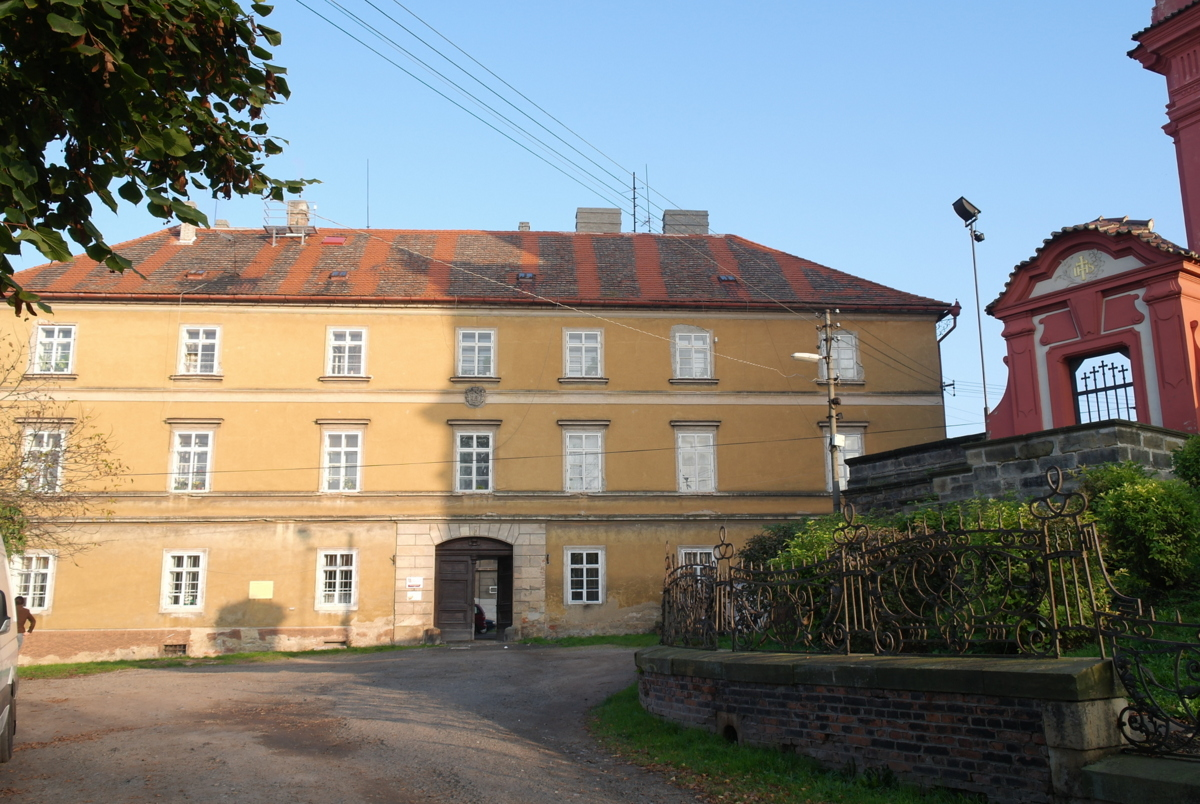
Kasteel van Zlonice
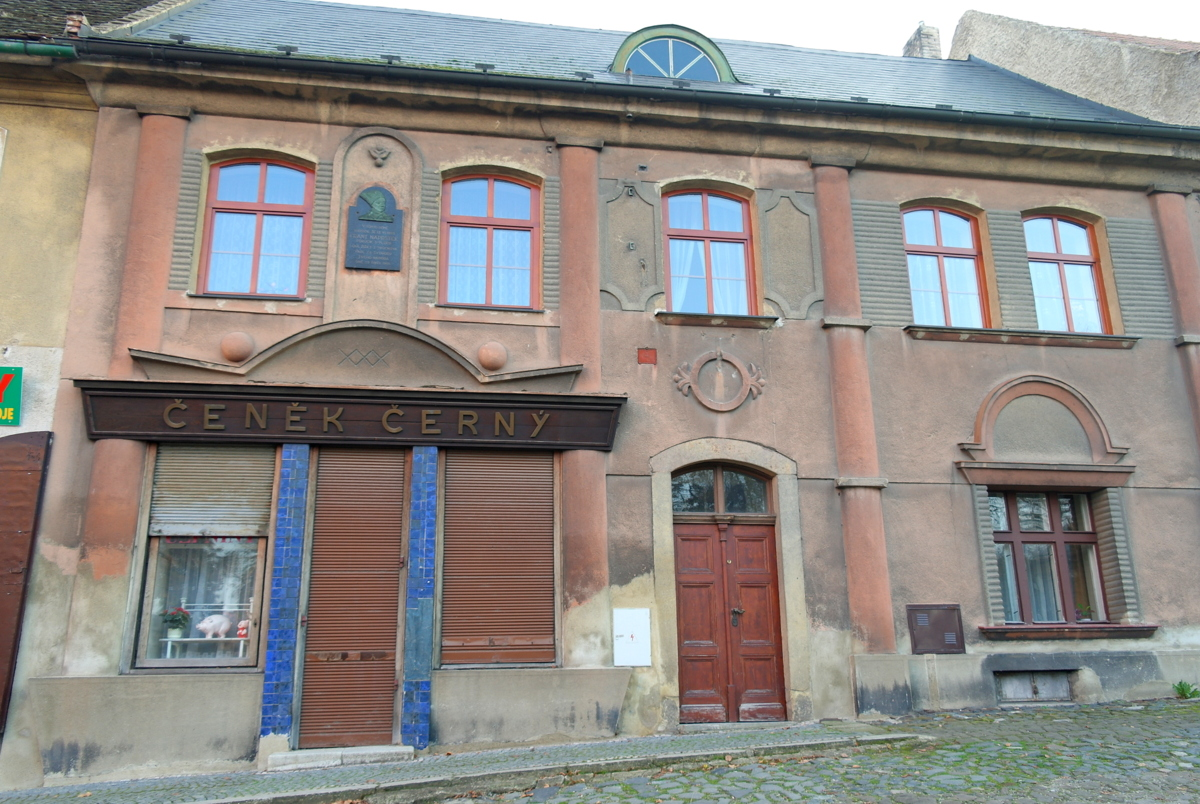
Monumentaal huis in Zlonice
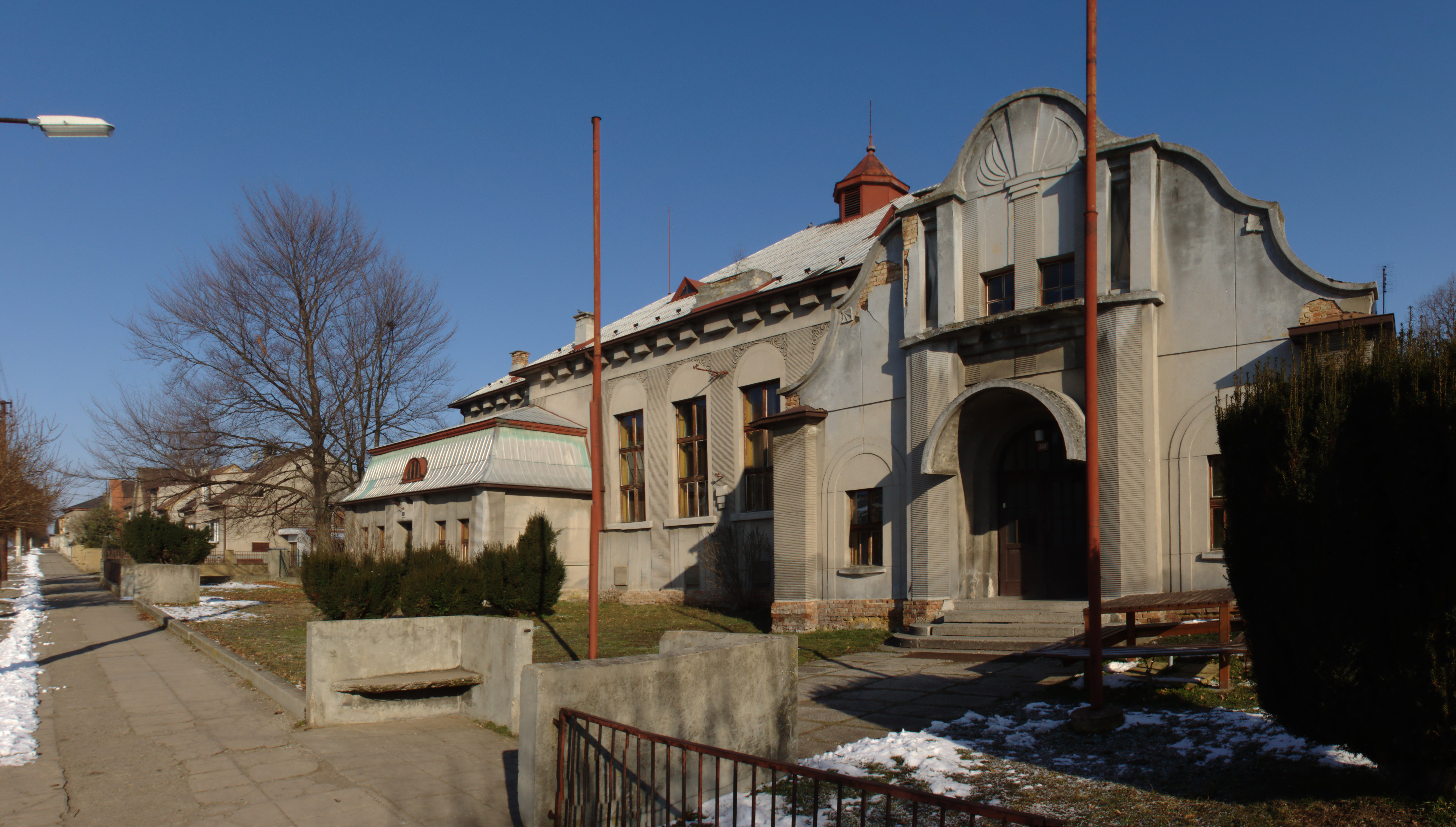
Gebouw van de sportvereniging
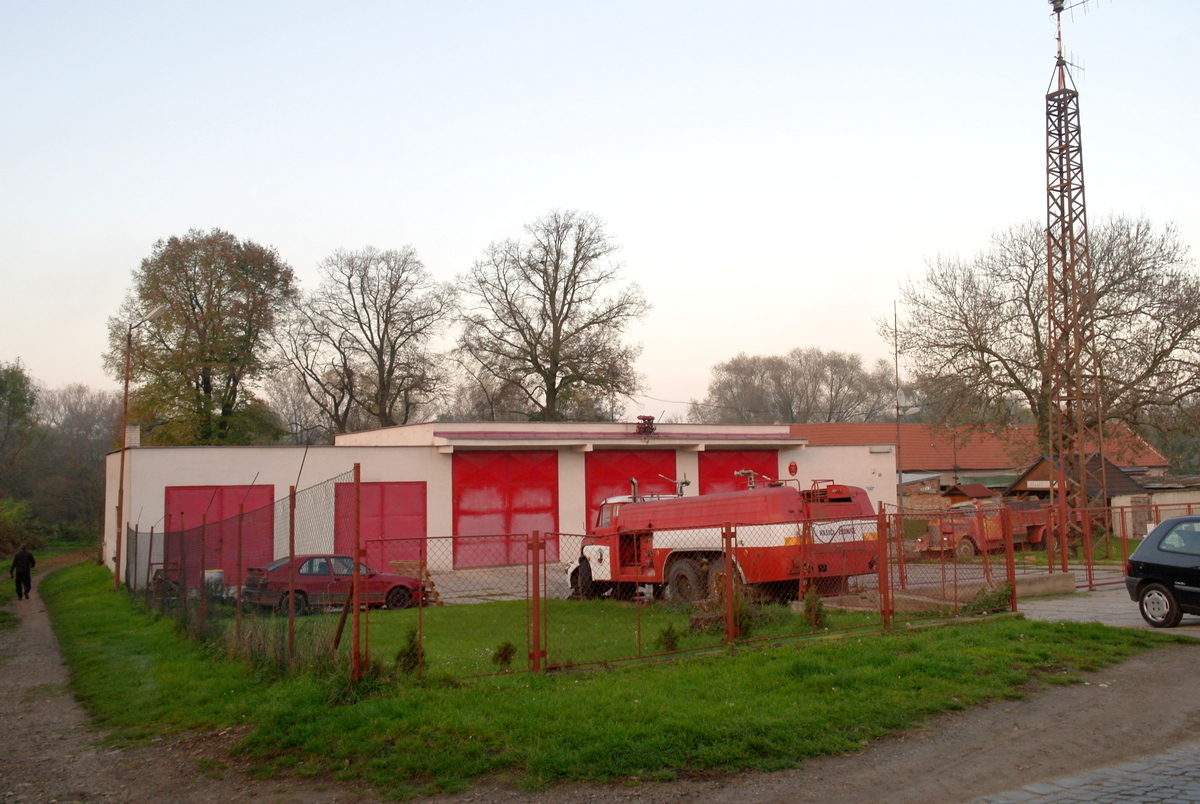
Brandweerkazerne